# Charles Tripp
Charles Tripp (6 de julio de 1855-26 de enero de 1930) fue un artista circense de origen canadiense, conocido como «La Maravilla sin brazos».

## Vida
Nacido en Woodstock, Ontario, Canadá, Tripp presentaba amelia en sus miembros superiores: nació sin brazos, pero como muchas personas habilidosas nacidas con esa malformación, aprendió desde niño a desarrollar flexibilidad en las piernas y usar los pies para realizar las tareas cotidianas. Siendo adolescente, se vio en la necesidad de mantener económicamente a su hermana menor y su madre viuda por lo que no dudó en viajar a Nueva York en 1872 para entrevistarse con un agente de P. T. Barnum, ante el que ejecutó parte de su rutina de cada mañana peinándose, doblando chaqueta y camisa y poniéndoselas así como los calcetines. Impresionado, el cazatalentos solicitó su contratación de inmediato en el Barnum's Great Traveling World's Fair.
Trabajó para Barnum durante veintitrés años y luego estuvo de gira doce años con el circo de los hermanos Ringling. Tripp era un hábil carpintero y calígrafo, exhibiendo tales cualidades durante su actuación, y también recortaba dibujos de papel, sacaba fotos, se afeitaba o pintaba. Tripp posaba para los retratos fotográficos como el caballero elegante que era y, para obtener un pago extra, él mismo firmaba sus fotos a la salida del espectáculo. En los últimos años del siglo XIX llegó a la cumbre de la fama cuando actuó con su amigo el famoso acróbata Eli Bowen, «La Maravilla sin piernas», en una bicicleta de tándem, Bowen delante al manillar y Tripp atrás a los pedales, siendo la foto de los dos juntos en el tándem ampliamente distribuida.
Para la década de 1910, sin embargo, los artistas sin brazos habilidosos se habían convertido en relativamente comunes en los espectáculos de rarezas y Tripp ya no congregaba multitudes en los grandes circos, por lo que se replegó al circuito estadounidense y canadiense de ferias y espectáculos de rarezas. Ya en su madurez, acababa de casarse con Mae, que trabajaba como vendedora de entradas para las atracciones. Tripp murió el 26 de enero de 1930 de asma o neumonía en Salisbury, Carolina del Norte, donde desde hacía varios años el matrimonio pasaba la temporada baja. Fue enterrado en Olney, Illinois.